# Královský řád za vojenské zásluhy
Královský řád za vojenské zásluhy (bulharsky: Царски Орден „За военна заслуга”) bylo vyznamenání Bulharského carství založené roku 1900 carem Ferdinandem I. Bulharským. Velmistrem řádu byl princ, kterého jmenoval vládnoucí bulharský panovník.

## Historie
Řád byl založen bulharským carem Ferdinandem I. Bulharským dne 18. května 1900. Udílen byl příslušníkům bulharských ozbrojených sil bez ohledu na jejich hodnost za vynikající vojenskou službu a statečnost před nepřítelem. Mohl být udělen i cizincům.
V roce 1916 byl řád Ferdinandem I. upraven a k prvním pěti třídám byl u odznaku přidán vavřínový věnec jakožto památka na vítězství bulharské armády nad srbskou armádou. V roce 1933 byla přidána třída velkokříže.
Během první světové války bylo Bulharsko spojencem Německa, Turecka a Rakousko-Uherska a spojencem Německa bylo i během druhé světové války. Řád tak mohli obdržel i němečtí a rakouští vojáci za účast na okupaci oblastí v Řecku a v Jugoslávii přidělených Bulharsku. Po kapitulaci Bulharska v září 1944 z důvodu blížících se sovětských vojsk, došlo 9. září 1944 k převratu a řád byl reformován. V té době byly z řádu odstraněny královské symboly.. Od té doby byl udílen se stuhou, která se shodovala se stuhou Královského řádu za občanské zásluhy a také monogram panovníka byl nahrazen bulharskou vlajkou. Nakonec byl v 50. letech 20. století komunistickým režimem Bulharské lidové republiky zrušen. K obnovení řádu došlo v roce 2003.

## Insignie
Řádový odznak měl podobu pozlaceného červeně smaltovaného stříbrného kříže. Uprostřed byl kulatý červeně smaltovaný medailon se stylizovaným monogramem Ferdinanda I. Okolo byl zeleně smaltovaný kruh s nápisem ЗА ВОЕННА ЗАСЛУГА (za vojenské zásluhy). Mezi rameny kříže byly zkřížené zlaté meče. Odznak byl ke stuze připojen pomocí přechodového článku v podobě zlaté koruny. V. a VI. třída existovala ve verzi s korunou i bez ní. Na zadní straně byl nápis 2 АВГУСТЪ 1891 (2. srpna 1891) a bulharský lev se saským erbem odkazujícím tak na zemi původu zakladatele řádu. Datum odpovídal datu založení Královského řádu za občanské zásluhy, neboť Královský řád za vojenské zásluhy původně vznikl pouze jako vojenská verze civilního řádu. Podobá se také vzhled insignií obou řádů. První tři třídy mohly být navíc doplněny o diamanty, jakožto výraz zvláštního uznání.
Řádová hvězda byla osmicípá se čtyřmi pozlacenými stříbrnými rameny, které se střídaly se čtyřmi stříbrnými rameny. Uprostřed byl řádový odznak.
Stuha byla žlutá se širším černým a užším bílým pruhem při obou okrajích. V případě udělení řádu civilistům byla stuha bílá se širším zeleným a užším růžovým pruhem při obou okrajích.

Od roku 1916 byly podle rakouského vzoru k odznaku přidány vavřínové větvičky jakožto symbol válečného vyznamenání a také na znamení vítězství bulharské armády nad srbskou armádou. Byla změněna i barva stuhy na světle modrou se stříbrným lemováním.

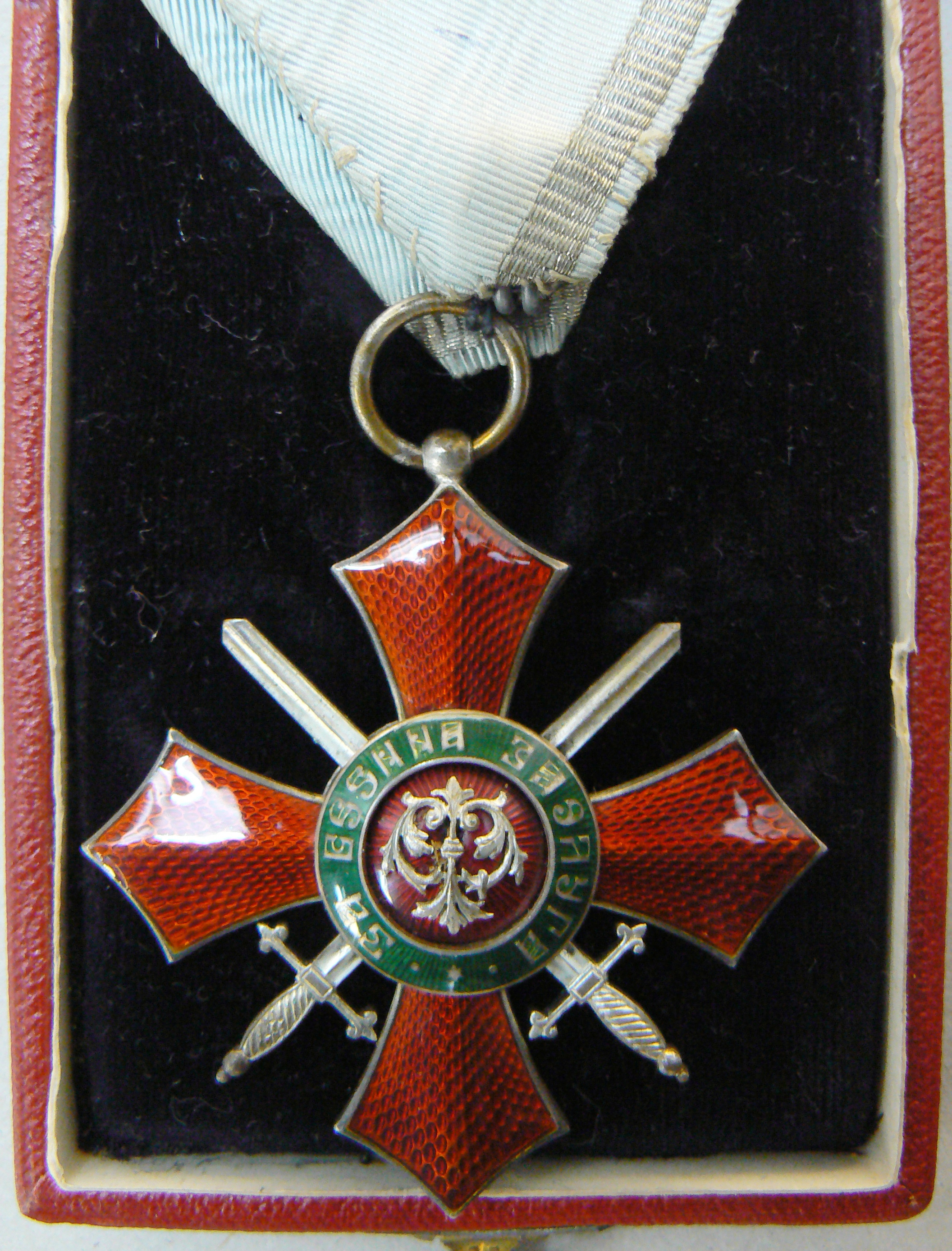
Řád VI. třídy
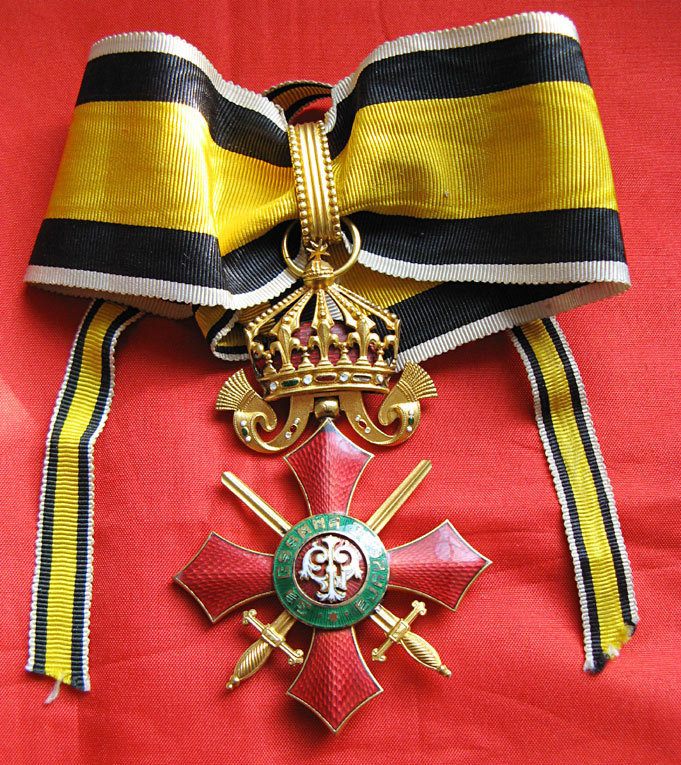
Řád III. třídy
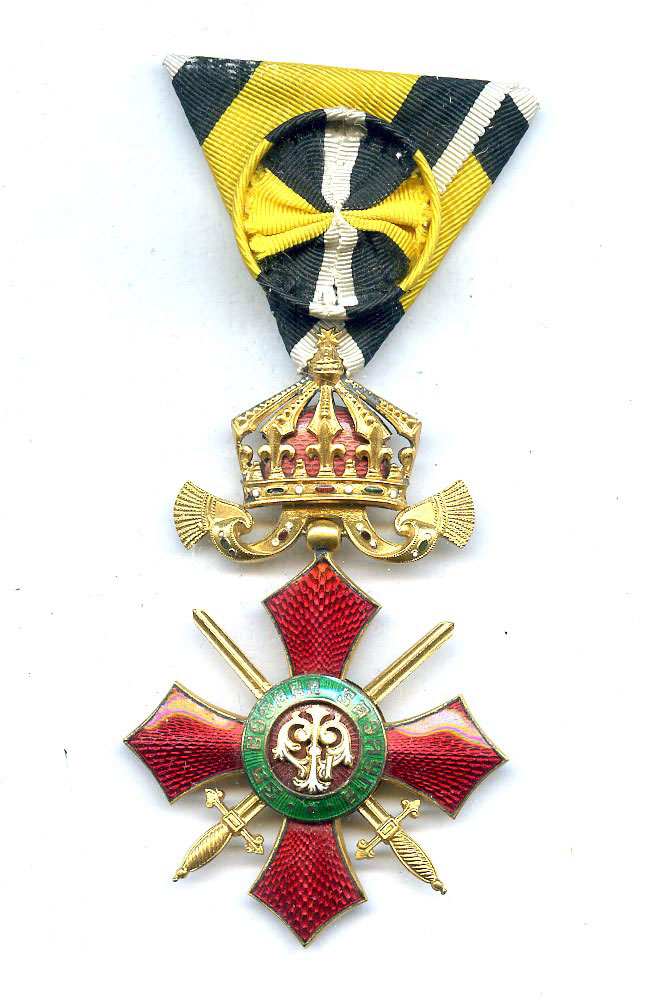
Řád IV. třídy
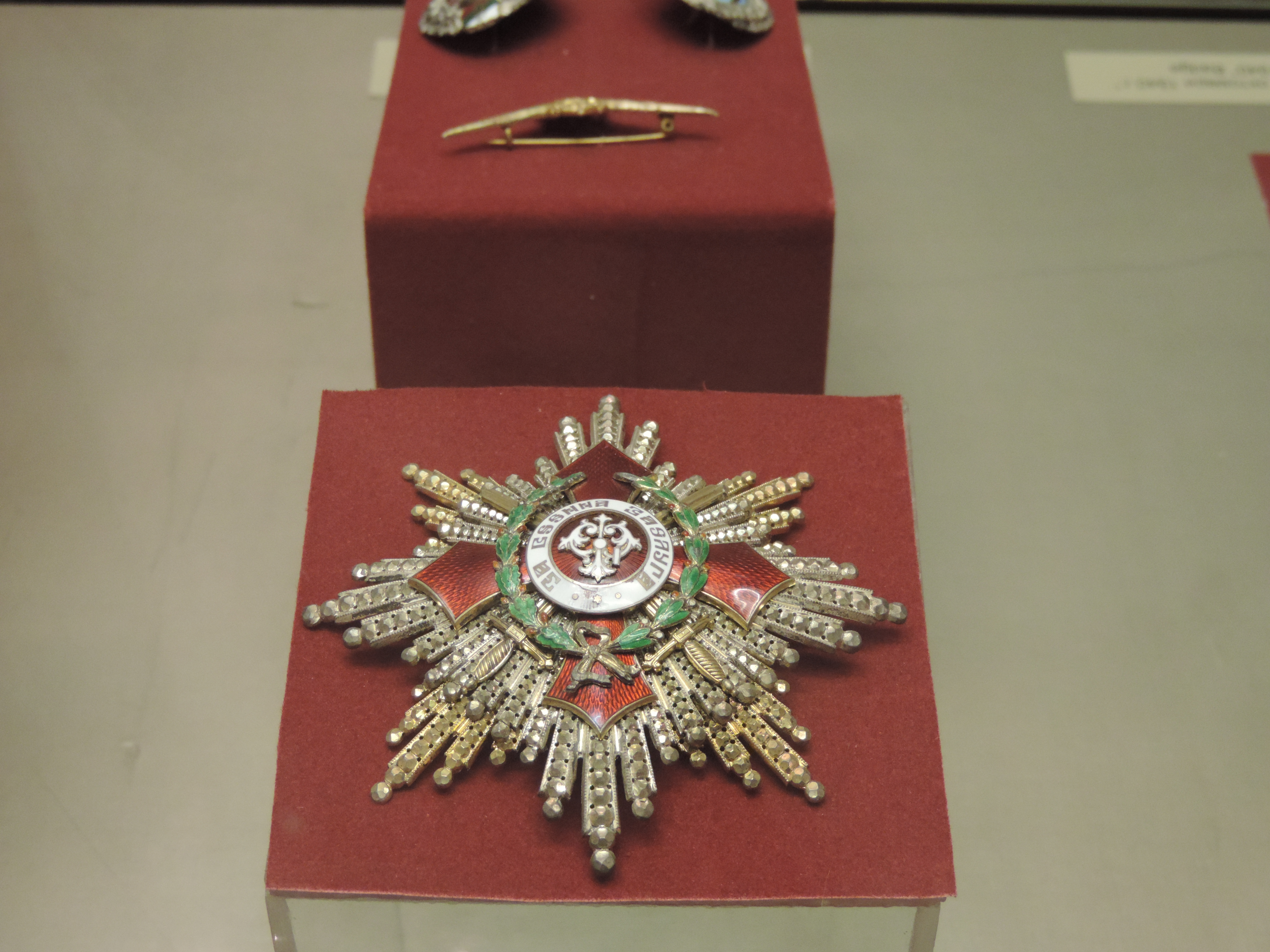
Řádová hvězda

## Třídy
Řád byl udílen v následujících třídách:
- velkokříž – Řádový odznak se nosil na široké stuze spadající z ramene na protilehlý bok. Řádová hvězda se nosila nalevo na hrudi.
- velkokomtur – Řádový odznak se nosil na stuze kolem krku. Řádová hvězda se nosila nalevo na hrudi.
- komtur – Řádový odznak se nosil na stuze kolem krku. K této třídě Řádová hvězda již nenáleží.
- důstojník
- rytíř s korunou
- rytíř
- stříbrný kříž s korunou
- stříbrný kříž